# Eubliastes chlorodictyon
Eubliastes chlorodictyon är en insektsart som beskrevs av Montealegre-z. och G.K. Morris 1999. Eubliastes chlorodictyon ingår i släktet Eubliastes och familjen vårtbitare. Inga underarter finns listade i Catalogue of Life.